# C.S. Lee
Charles Seunghee Lee (Cheongju, 30 de dezembro de 1971), conhecido profissionalmente como C. S. Lee, é um ator americano-coreano, mais conhecido por interpretar Vince Masuka na série Dexter.

## Vida pessoal
Cinema passou a ser sua paixão no último ano de seu colegial, enquanto jogava futebol na Hudson's Bay High School[carece de fontes?] em Vancouver, Washington. Ganhou uma bolsa de estudos para o Cornish College of the Arts e se formou em Bacharelato em Belas Artes[carece de fontes?]. Continuou com sua formação em Yale School of Drama, onde obteve o grau de Mestre em Belas Artes[carece de fontes?]. Passou oito anos em Nova York participando de várias companhias de teatro bem como televisão e cinema. 
É casado com Lara Cho.

## Carreira
Lee participa da série Dexter, interpretando Vince Masuka, um cientista forense, conhecido pelo seu atrevido senso de humor.
Lee interpretou Dr. Ba na série dramática da HBO, The Sopranos. Também aparece com frequência nos trailers de The Unborn, fazendo papel de um médico que está começando a carreira.
Lee também apareceu fazendo o papel de Harry Tang, na série de comédia da NBC, Chuck e um deputado em um episódio de Monk. 
Também participou de um comercial da Nextel, "Nextel Dance Party".
Seu nome artístico é C.S. Lee, sem nenhum espaço entre o C e o S.